# Výsadkáři u Zdi nářků
Výsadkáři u Zdi nářků jsou ikonickou fotografií, kterou 7. června 1967 pořídil David Rubinger. Fotografie pořízená z malého úhlu zachycuje tři izraelské výsadkáře zarámované proti Zdi nářků ve Starém městě Jeruzalémě, krátce po jejím znovudobytí izraelskými silami v šestidenní válce. Izrael dokázal ovládnout východní Jeruzalém. Zleva doprava jsou fotografovaní izraelští vojáci: Zion Karasenti, Jicchak Jif'at a Chajim Ošri. Parašutisté byli záložníci 66. praporu, 55. brigády výsadkářů. Soudce izraelského nejvyššího soudu Misha'el Kheshin v roce 2001 prohlásil, že se fotografie „stala majetkem celého národa“.

## Příběh fotografie
Před pořízením fotografie byl izraelský fotograf a fotoreportér Rubinger v Aríši na Sinajském poloostrově. Když slyšel zprávy o tom, že se v Jeruzalémě stane něco velkého. Nastoupil do vrtulníku, který přepravoval zraněné vojáky do Beer Ševy, i když v té chvíli neznal jeho cíl. V Beer Ševě nasedl do svého auta a pokračoval v cestě, až v jednu chvíli se zeptal stopujícího vojáka u cesty, jestli by dál neřídil, protože Rubinger byl příliš ospalý. Dorazil do Starého města a po krátké návštěvě u své rodiny se rychle vydal ke Zdi. Prostor mezi Zdí a přilehlými budovami byl velmi úzký a tak musel reportér pořizovat záběry vleže. Když kolem procházeli výsadkáři, udělal několik jejich fotografií z podhledu.
O dvacet minut později dorazil na scénu šéf vojenského rabinátu Šlomo Goren se šofarem a svitkem Tóry, načež byl zvednut na ramena vojáků. Byla to emotivní scéna a Rubinger ze všech zhotovených snímků upřednostňoval právě tuto fotografii, avšak jeho manželka Anni mu říkala, že „ta se třemi vojáky byla lepší“.
V rámci své dohody s izraelskou armádou, která mu umožňovala přístup na frontu, předal negativy vládě, která je poskytla všem za pouhé dvě izraelské liry. Fotografie se pak šířila pirátským způsobem. Ačkoliv tato faktická krádež jeho díla Rubingera podráždila, masivní distribuce fotografie ho velmi proslavila.
Obraz vyvolal tak silné emoce, že se stal ikonou Izraele. Soudce izraelského nejvyššího státního soudu Misha'el Kheshin v roce 2001 prohlásil, že se fotografie „stala majetkem celého národa“.